# Estación de Montserrat
Montserrat es una estación del tren cremallera de Montserrat, de los funiculares de Sant Joan y de la Santa Cova y del teleférico de Montserrat. Está situada al lado del Monasterio de Montserrat. La estación del funicular de Sant Joan se inauguró en 1918, la del funicular de La Santa Cova en 1929, la del teleférico en 1930 y la del cremallera el 11 de julio del 2003.
| << cabecera                          | < estación         | línea                      | estación >          | cabecera >>         |
| ------------------------------------ | ------------------ | -------------------------- | ------------------- | ------------------- |
| Tren cremallera de Montserrat de FGC |                    |                            |                     |                     |
| Monistrol de Montserrat              | Monistrol Vila     |                            | terminal            | terminal            |
| Funiculares de FGC                   |                    |                            |                     |                     |
| terminal                             | terminal           | Funicular de Sant Joan     | Ermita de Sant Joan | Ermita de Sant Joan |
| terminal                             | terminal           | Funicular de La Santa Cova | La Santa Cova       | La Santa Cova       |
| Teleférico de Montserrat             |                    |                            |                     |                     |
| Aeri de Montserrat                   | Aeri de Montserrat |                            | terminal            | terminal            |